# Biuro polityczne
Biuro Polityczne (potocznie politbiuro) – organ wykonawczy, ideologiczny władz naczelnych niektórych partii (przeważnie komunistycznych), kierujący bieżącą pracą.